# パルック
パルック (Pa-Look) は、パナソニック ライティングデバイスが製造する蛍光管、およびパナソニック ライティングシステムズが製造する照明器具のブランド名。蛍光灯は三波長型蛍光管であり、同社の蛍光管製品の中では上位製品としてブランドを確立してきた。ネーミングは「パッと明るく」のもじり。

## 概要
パナソニックブランドで展開する照明器具（蛍光灯）の開発に歩調を合わせて、多様な形状（直管、丸形、ツイン型、電球型など）の製品が用意されていることが特徴。
かつては、昼白色が「パルック色」という名称で黒い箱、昼光色が「パルックday色」という名称で青い箱、電球色が「パルック電球色」として橙の箱という名称・パッケージ色で識別がされていたが、現在はラインナップの増強などもあり、昼白色が「Natural（ナチュラル色）」として緑の箱、昼光色が「cool（クール色）」として青の箱に入って販売されている。電球色は当初「Warm（ウォーム色）」として販売されていたが、現在は単に「電球色」で販売されている。
2020年10月には「パルックLEDシーリングライト」の愛称でLED照明器具が発売。2021年10月にLED電球と合わせたLED照明の新ブランド「パルックLED」を立ち上げた。
2027年9月を以てパルックを含むパナソニック製蛍光ランプ・点灯管・ミニ白熱電球生産の完全終了が決定し、今後は「パルックLEDシリーズ」へ完全移行となる。

## 歴史
- 1977年 - パルックブランドによる蛍光管の製造を開始（市販初の三波長型。色温度は5000K型）
- 1990年 - パルックスリム（管径16mm）の製造を開始
- 1993年 - 電球形蛍光管であるパルックボールの製造を開始（それまでのブランドはライトカプセル（1980年））
- 1996年 -「パルックボール」のモデルチェンジ（60W電球の明るさを確保しながら消費電力を14Wに抑える）
- 1997年 - 高周波点灯専用二重環型蛍光灯「ツインパルック」を製造開始。
- 2001年 -「パルックボールYOU」（電球とほぼ同じ大きさに小型化）
- 2003年 -「無電極パルックボール」を製造（定格寿命3万時間を達成する高性能版）[1][2]
- 2004年 -「パルックボールスパイラル」の製造（60W電球の明るさを確保しながら消費電力を12Wに抑える）[3][4]
- 2005年6月 - 長寿命型の蛍光灯「パルックプレミア」を製造開始[5][6]
- 2006年
  - 5月 -「パルック」のモデルチェンジ（点灯中の明るさ低下を抑制するプレミアコーティングが施される）[7]
  - 10月 - 約10,000時間の長寿命を実現した電球型蛍光灯「パルックボールプレミア」製造開始[8][9]
- 2007年
  - 3月 - 約13,000時間の長寿命と約80%の明るさ保持を実現した蛍光灯「パルックプレミアL」製造開始[10]
  - 10月 - 約16,000時間の長寿命を実現した高周波点灯専用二重環型蛍光灯「ツインパルックプレミア」製造開始[11]
- 2008年
  - 7月 - 約13,000時間の長寿命と「クイックランプ」内蔵により瞬時に明るくする電球型蛍光灯「パルックボールプレミアQ（クイック）」製造開始[12]。
  - 10月 - 業界に先駆け、蛍光灯の電極部を無鉛ガラスに切替[13]。パナソニック株式会社への社名変更に伴い、蛍光ランプのブランドを従来の「National」から「Panasonic」へ変更。
- 2009年
  - 6月 - 約15,000時間の長寿命と業界初の省エネ性能（インバーター器具使用時）を併せ持つ丸形蛍光灯「パルックプレミアLS」製造開始[14]。
  - 10月 - 「パルックボールプレミア」のモデルチェンジ（無電極タイプを除く電球型蛍光灯では最長クラスの約13,000時間に長寿命化 ※100形は従来どおり約10,000時間）
- 2010年
  - 3月 - 点灯管と安定器を用いる蛍光灯器具生産を終了。
  - 4月 - 「パルックボール」を電球型蛍光灯のエントリーモデルとして復活（消費電力は「パルックボールスパイラル」と同じ12W）。
  - 6月 - 長寿命と省エネを両立した「パルックプレミアS」製造開始。
  - 7月 - 「スパイラルパルック」に75形・93形を追加。
- 2011年4月 - 電球型蛍光灯「パルックボール」にD60形（12E品番）を追加発売。
- 2012年1月 - 組織再編に伴い、ライティング社からエコソリューションズ社に社名変更。
  - 「パルックe-Day」・「パルック」・「パルックプレミア」・「パルックプレミアL（直管）」・「パルックボールスパイラル（レフ型）」・「パルックボール」をリニューアル発売（リニューアル品の品番は従来の品番に"F"が追加された品番となる）。
- 2015年
  - 6月 -
    - 蛍光灯で初となる「文字くっきり光」を搭載し、約20,000時間の長寿命も実現した「パルック20000」製造開始[15]。
    - 「パルックボール」D形をリニューアル
      - D60形 E26口金（11E品番）は消費電力量を11Wに低減し、定格寿命を約10,000時間に長寿命化。併せて2個セットを追加（電球色は2個セットのみの設定）。さらにラインナップを拡大し、D60形 E17口金（11E/E17品番、電球色はD60形 E26口金同様に2個セットのみの設定）とD100形 E26口金（20E/2T品番、クール色・電球色共に2個セットのみの設定）も追加した。
      - 「パルックe-Day」に、直管40形のまとめ買い用パック製品（4本入り・10本入り・25本入り）を追加発売。
      - 電球型蛍光灯「パルックボールプレミア」シリーズとA型（パルックボールスパイラルシリーズ）生産終了。現行モデルは発光管露出タイプ「D型」普及モデルのみ。

  - 9月 -「パルックボール」にG60形を追加発売（クール色、電球色のみの設定）。
- 2016年6月 -「パルック20000」のラインナップを拡充し、「パルックプレミア20000」としてリニューアル。
- 2019年3月 - 白熱電球・電球形蛍光ランプ・蛍光ランプ・ハロゲンランプ・水銀を用いる従来型照明器具の生産を終了し、LED器具生産へ一本化。
- 2020年10月 - 小型LEDシーリングライト「パルックLEDシーリングライト（LE-PC08D/PC06D）」を発売[16]。
- 2021年10月 - LED照明の新ブランドとして「パルックLED」を立ち上げ、既存品からのリニューアルにより、「パルックLEDシーリングライト」のラインナップ拡大並びに「パルックLED電球」、「パルックLEDデスクスタンド」の展開を開始[17]。
- 2024年
  - 3月 - 電球形蛍光ランプ「パルックボール」生産終了。
  - 10月 - 小型パルックLEDシーリングライト2代目機種「LE-RC08D2/RC06D2/RCS08D2/RCS06D2」発売。
- 2025年3月 - 普及型蛍光ランプ「ハイライト（白色・昼光色）」・「フルホワイト（昼白色）」シリーズ生産終了（予定）。
- 2026年9月 - ツイン蛍光灯生産終了（予定）。
- 2027年9月 - 「パルック」シリーズはじめ蛍光ランプ・ミニ白熱電球・点灯管生産を完全終了（予定）。

## ラインナップ

### 蛍光灯
2022年4月以降発売の製品からパッケージデザインがリニューアルされ、原材料価格高騰や生産&流通コスト・仕入価格上昇などの影響で販売価格が値上げされている。

#### 丸形・直管

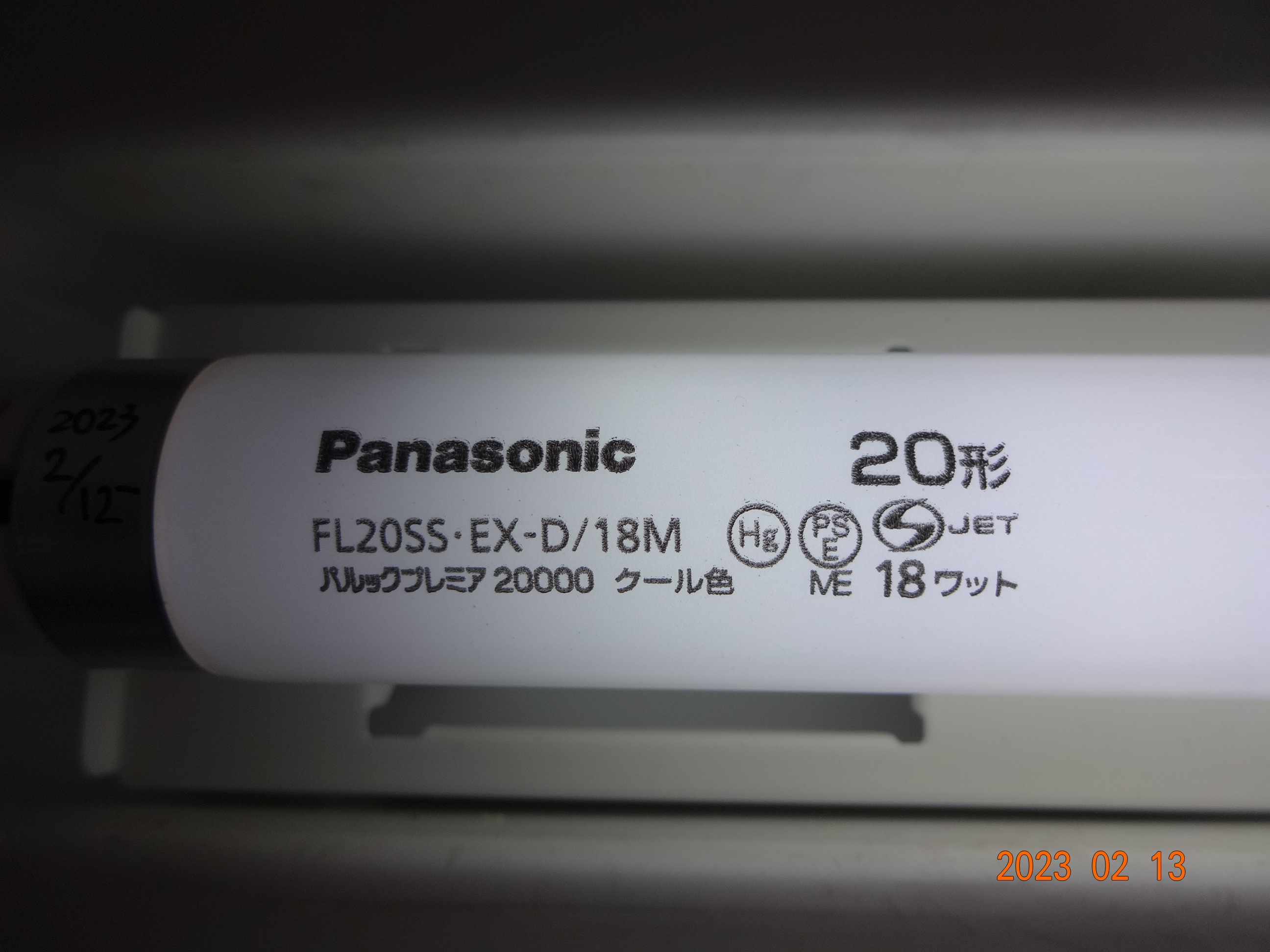
パルックプレミア20000、画像は直管タイプで昼光色の物である

- パルックプレミア20000（電球色・クール色（昼光タイプ）・ナチュラル色（昼白タイプ））

電子放出物質（エミッタ）の塗布プロセスと塗布量及び封入ガス圧の最適化によりエミッタの飛散を抑えたことで、パルックシリーズ内最長の約20,000時間の定格寿命を実現したウルトラ長寿命タイプの最上位モデル。丸形のクール色は既存のクール色（7200K）よりも色温度が低く、ナチュラル色（5200K）よりも色温度が高い6200Kの「文字くっきり光」を搭載している。
当初は「パルック20000」として発売され、丸形タイプのみで且つ、集合包装品（2本セット、30形×2・30形+32形・30形+40形・32形+40形）のみの設定で、光色は前述の「文字くっきり光」を搭載している関係でクール色のみの設定であったが、2016年6月に、丸形の1本包装品（30形・32形・40形）と直管（20形のみ、1本入と2本入を設定）を追加、光色も電球色とナチュラル色が加わって3色となって製品名を「パルックプレミア20000」に変更。従来「パルック20000」として発売されていた製品もパッケージリニューアルにより「パルックプレミア20000」に製品名を変更した。
- パルックプレミア16000（クール色（昼光タイプ)）

2017年に発売された新シリーズで、色温度6200Kの「文字くっきり光」を採用。定格寿命約16,000時間の長寿命パルックプレミア普及モデル。丸形クール色のみの設定。
- パルックプレミア（電球色・クール色(昼光タイプ)・ナチュラル色(昼白タイプ)）

点灯中の明るさ低下を抑制する技術の採用により、約9,000時間（直管20形は約10,000時間、直管40形は約15,000時間）の定格寿命を実現し、「プレミアコーティング」を施したベーシック長寿命タイプ。また、直管には20形（スタータ形）だけでなく、40形（ラピットスタート形、クール色・ナチュラル色のみの設定）もラインナップする。インバータ器具と組み合わせれば従来型モデルより5%省エネになる「パルックプレミアLSシリーズ（定格寿命約15,000時間）」もあったが2016年限りで販売終了となり、上位モデル「パルックプレミア16000/20000」へ置き換わっている。
- パルック（電球色・クール色(昼光タイプ)・ナチュラル色(昼白タイプ)）

定格寿命約6,000時間の普及モデル。シリーズの中では丸形・直管共にラインナップが幅広い。また、丸形30形・丸形32形・丸形40形・直管20形には「プレミアコーティング」を施している。直管は継続販売されているEX-N品番（青緑のライン）はENW品番（黄緑のライン）と同じナチュラル色、EX-D品番（青のライン）はECW品番（水色のライン）と同じクール色と光色名が統一されている。また、直管は一部の品番に限り、まとめ買い用の4本入・10本入・25本入も設定されている。
直管10型・15型は日立グローバルライフソリューションズへ生産を委託していたため製造元記号が「HLL」だったが、同社が2019年12月限りで蛍光ランプ生産から撤退したため委託が解消され、「HLL」記号の製品は在庫品限りで販売終了となる。
なお、長寿命型「パルックプレミア」シリーズへ移行のため、前述のプレミアコーティングタイプはクール色のみの設定となっている。また丸形は2022年4月以降「パルックプレミア20000シリーズ」への品番統合を開始し、パルック丸形普及モデルの30・32・40形は在庫品限りで販売終了。現行モデルは15・20形のみとなっている。
- パルックe-Day（昼光色・ナチュラル色・クール色）

明るさを損なわずに色の見え方を向上した廉価タイプ。集合包装品のみの設定で、ばら売りはされていない。昼光色は丸形30形2本、丸形30形+32形、丸形30形+40形、丸形32形+40形、直管20形2本の5種類。ナチュラル色とクール色は直管40形のみの設定で、まとめ買い用の4本入・10本入・25本入（25本入はラピットスタート形のみ）が設定されている。
なお、以前は昼白色も発売されていたほか、かつては「パルックday」なる昼光色のみの蛍光灯も存在していた。

#### 高周波点灯専用二重環形
- ツインパルックプレミア（電球色・ナチュラル色・クール色）

電子放出物質（エミッタ）の塗布プロセス及び塗布量の最適化により約16,000時間の定格寿命を実現するとともに、「プレミアコーティング」も施した長寿命タイプ。
なお、現在パナソニックで発売する高周波点灯専用二重環形蛍光灯は本製品のみである。かつては「ツインパルック」も発売されていたが、長寿命タイプである「ツインパルックプレミア」へ移行のため生産終了となった。

#### 高周波点灯専用環形
- スリムパルックプレミア（電球色・ナチュラル色・クール色）

電子放出物質（エミッタ）の塗布プロセス及び塗布量の最適化により約16,000時間の定格寿命を実現するとともに、「プレミアコーティング」の採用と蛍光体の改良により、初期の明るさ約5%アップも実現した長寿命タイプ。27形+34形の2本セット、20形+27形+34形の3本セットも設定される。
ホタルクスより供給されており、パナソニックロゴを持ちながらホタルクスが製造した事を示す記号「N」（「▲▼」のような表記）が書かれている。

#### 高周波点灯専用直管形
- ナチュラル色・クール色・電球色の3色を展開しており、定格寿命約16,000時間の普及タイプと約30,000時間の「プレミアタイプ」を発売。
- スリムパルック（電球色・白色・ナチュラル色）

管径16mmのスリムなガラス管を採用した直管タイプ（受注生産品）。以前は丸型も設定されていたが、長寿命型の「スリムパルックプレミア」へ移行のため生産終了した。

#### 単色タイプ蛍光灯
- カラーパルック

店舗やホテルの宴会場などのカラー演出に使用する単色タイプの蛍光灯。光色はレッド、グリーン、ブルーの3色で、直管40形のみの設定（受注生産品）。

### 電球形蛍光灯
- パルックボール（電球色・クール色）

低消費電力と約10,000時間の定格寿命を特徴とする電球型蛍光灯。現行モデルは蛍光管露出タイプの60形電球相当「EFD15」のみ。また、D形には2本入（D60形の電球色は2本入のみの設定）も用意されているほか、E26口金に加えてE17口金も用意される（2023年12月現在）。
元々は初代製品として発売していたが、2010年から「パルックボール」シリーズにおけるエントリーモデルとして名称を復活。「LED電球プレミア（2015年10月発売）」をはじめとするLED電球への移行に伴い2015年6月限りで「パルックボールプレミア/プレミアクイックA形/D形」・「無電極パルックボールA形」・「パルックボールスパイラル/パルックボールA形」・「パルックボール昼白色」が、2022年8月限りでボール形がそれぞれ生産終了となり、エントリーモデル「パルックボールD形電球色/昼光色」のみの展開となった。このため寸法（外径と長さ）が従来型パルックボールプレミアより大きく・かつ断熱材施工器具には非対応のため、白熱電球&電球形蛍光灯用ダウンライト器具には取り付け不可（100形電球相当「EFD25」は加えて密閉型器具にも取り付け不可。
断熱材施工器具対応のD形「パルックボールプレミア/プレミアクイック」が2015年6月限りで、ボール形が2022年8月限りで、100形電球相当「EFD25普及モデル」が2023年3月限りでそれぞれ生産を終了したため、ダウンライトには「パルックLED電球プレミアT型」を、断熱材施工器具と密閉型器具には「パルックLED電球プレミアX」を、ボール形電球器具には「パルックLED電球プレミアボール形」をそれぞれ代替ランプとして紹介。
「パルックLED電球シリーズ」の小型化・低価格化が進み電球形蛍光ランプの需要が急速に減少していることから、パルックボールは60形電球相当「EFD15普及モデル」を最後に2024年3月限りで生産を終え「在庫品限りで販売終了」が決定。1993年発売以来31年（前身「ライトカプセル」が発売された1980年から通算して44年）の歴史に幕を下ろし、今後は「パルックLED電球」へ完全移行となる。

### LED照明器具
- パルックLEDシーリングライト

外径約33cm・重量約1.2kgの小型・軽量設計で、付属のアダプターを配線器具（引掛ローゼットや角型の電源端子露出タイプを除く引掛シーリング）に取り付け、器具を押し上げるだけで装着が完了する。通常のLEDシーリングでは取付アダプタなどの専用部品が必要なさんのある竿縁天井にも専用部品無しで取り付けが可能である。また、器具本体・LED・カバーの一体構造となっているため、取付を容易にするだけでなく、カバーは虫やホコリが内部に入るのを防ぐ密閉タイプとなっているため、器具内部の手入れが不要となる。単4乾電池2本で駆動するリモコンが同梱されており、調光（明るさ）の調節やおやすみタイマー（設定してから30分後に自動消灯するタイマー機能、スライドカバー内にボタンを配置）の設定が可能である（点灯切替は壁スイッチの「プルレス機能」を用いても可能）。パナソニック製の他のシーリングライト同様にLED（電源・ユニット）の5年保証（本体は1年保証）が付帯される。なお、品番は他のパナソニック製LEDシーリングライト（品番が"HH"から始まる）とは異なり、"LE"から始まる。6畳まで対応するLE-PC06Dと8畳まで対応するLE-PC08Dの2機種がある（量販店向けモデルは「LE-RC08D/RC06D」）。
2024年10月には2代目機種が発売され、初代PC08D/PC06Dを受け継いだリモコン操作対応「LE-RC08D2/RC06D2（外径330mm）」に加え、新たに壁スイッチ専用（リモコン操作非対応かつオフタイマー&調光機能非搭載で、壁スイッチのプルレス機能による点灯切替のみ可能な）機種「LE-RCS08D2/RCS06D2（外径240mm）」が加わった。量販店では、“LE”品番のものは照明器具の売り場ではなく電球・蛍光灯の売り場に陳列されることが多い。製品パッケージは従来型「パルックプレミア蛍光灯クール色」に準じたデザインが採用されている。
2021年10月からは"HH"品番で始まる機種も「パルックLEDシーリングライト」として発売されており、既存品の"LE"品番はコンパクトサイズに位置づけられた。なおリモコンで操作する機種は必ず「壁スイッチと組み合わせて使う」よう指示されており、壁スイッチのない部屋へは「壁スイッチの増設や新設を電器店や電気工事業者へ依頼する」か「引きひも式のLEDシーリングライトまたはペンダントを取り付ける」形となる（壁スイッチで主電源を切れないと「リモコンの電池消耗・故障・紛失時に点灯切替や調光操作ができない」・「異常時に強制リセットできない」・「停電復旧後に異常動作する」・「器具取り外し時に電源を強制遮断できないため感電する危険がある」などの不具合が起きるおそれがあるため）。
引きひもを用いるパナソニックLEDシーリングライトは2023年限りで生産終了となり、現行モデルは一部を除き全機種リモコンおよび壁スイッチ操作となっている。
一部モデルは（リモコン用お試し乾電池も含め）大光電機へもOEM供給されている。
- パルックLEDペンダント

プルスイッチ式照明器具。洋風タイプと和風タイプがあり、洋風タイプにははっ水はつ油樹脂と帯電防止剤を組み合せた防汚層「キレイコート」が施される。シーリングライト同様、2021年10月より「パルックLED」ブランドへ移行。
なおシーリングライトの普及により、一般型ペンダント照明器具の需要が減少傾向にあるため、パルックLEDペンダントシリーズのラインナップは従来の蛍光灯器具より大幅に減少している。このためパナソニックショップでは大光電機・ホタルクス・オーデリック・瀧住電機工業・コイズミ照明・アイリスオーヤマ・山田照明などの他社製LEDペンダントを仕入れるケースが増えている。
- パルックLEDデスクスタンド

デスクライト。2021年6月発売モデルのSD-LQ420とSD-LQ560の2機種が同年10月より「パルックLED」ブランドへ移行された。

### LED電球
2024年12月時点で「パルックLED電球」へ移行しているのは一般電球タイプ（E26口金）と小形電球タイプ（E17口金）のみである。なおランプ本体に「パルック」ロゴは書かれていない。
- パルックLED電球プレミアX（電球色・温白色・昼白色・昼光色）

配光角を白熱電球に近い260度とした空間全体照射、平均演色評価数を自然光に近いRa90を実現するとともに、白熱電球と同じくくびれを設け、断熱材施工器具に加え、密閉型器具にも使用可能な最上位グレード。また、光色もLED電球では珍しい温白色を加えた4種展開で、全ての光色・明るさで1個入りに加え、2個セットもラインナップしている。元々は「LED電球プレミアX」の愛称で発売されていたが、2021年10月のパッケージデザイン変更により「パルック」を冠した愛称へ変更された（E17口金「全方向タイプ」は2024年12月現在も「LED電球プレミアX」として販売）。
- パルックLED電球プレミア（電球色・昼白色・昼光色）

配光角を水平方向の約180度とした広範囲照射タイプ。従来の「LED電球プレミア」から移行。従来品のコンパクトタイプよりも長さをさらに2mm短くし、外径を従来品のベーシックタイプと同等とすることで白熱電球と同等サイズに収めた。光色は従来品のコンパクトタイプにはラインナップされていなかった昼白色が加わり、3種類となった。一般電球明るさ40形相当と明るさ60形相当の空間全体照射タイプは「パルックLED電球プレミアX」へ移行のため2019年限りで販売終了となり、空間全体照射タイプの現行モデルは「T形タイプ（EFD15相当およびEFD25相当）」・「一般電球タイプ（明るさ 100形相当）」・「レフ電球タイプ」・「調光器対応」・「クリア電球タイプ」・「ボール電球タイプ（明るさ 40形相当・60形相当・100形相当）」のみとなっている。
2023年4月には小形電球タイプ（明るさ40形相当・明るさ60形相当、1個入りの他に2個入りも設定）と前述した一般電球タイプの明るさ 100形相当が「パルックLED電球プレミア」へモデルチェンジ。特に小形電球タイプはランプのネック部分にくびれを持たせることでスリム化され、ミニクリプトン電球とほぼ同等の形状となった。同年6月には小形電球タイプの調光器対応が「パルックLED電球プレミア」へモデルチェンジされた（明るさは40形相当と50形相当の2種類）。
- パルックLED電球（電球色・昼光色）

2017年モデルの「LED電球」下方向照射タイプが約4年ぶりにリニューアルされ、移行。2017年モデルよりも長さが短くなったことで白熱電球と同等サイズに収め、断熱材施工器具にも対応した。当初は一般電球タイプのみのラインナップで、明るさ40形相当と明るさ60形相当の2種類であった。
2023年6月に小形電球タイプも「パルックLED電球」へモデルチェンジ。小形電球タイプは広範囲照射タイプと下方向照射タイプの2タイプがあり、広範囲照射タイプは「パルックLED電球プレミアX」と同じく温白色と昼白色を加えた4色展開で、1個入りに加えて2個入りも設定し、1個入りは箱に加えてブリスターパックも設定（明るさは光色・包装体系を問わず40形相当と60形相当の2種類）。下方向照射タイプは明るさが一般電球タイプと同じ明るさ40形相当・60形相当に加え、明るさ25形相当も設定される。

## その他のパナソニック製蛍光灯のブランド
- リアルクス(電球色・昼白色)

演色AAAの高演色形蛍光灯
- クリアスカイ

12000Kの超高色温度蛍光灯、Hf直管32形のみ。高演色(Ra90)と長寿命も実現している。
以下の製品はパナソニック製蛍光灯の下位ブランドとして位置付けられている（それぞれ一般型(普及型)蛍光灯である）。このうち「ハイライト（白色・昼光色）」と「フルホワイト」シリーズは蛍光体の入手が困難となったため2025年3月限りで生産を終え、今後の光色は「パルック」シリーズへ一本化される予定。

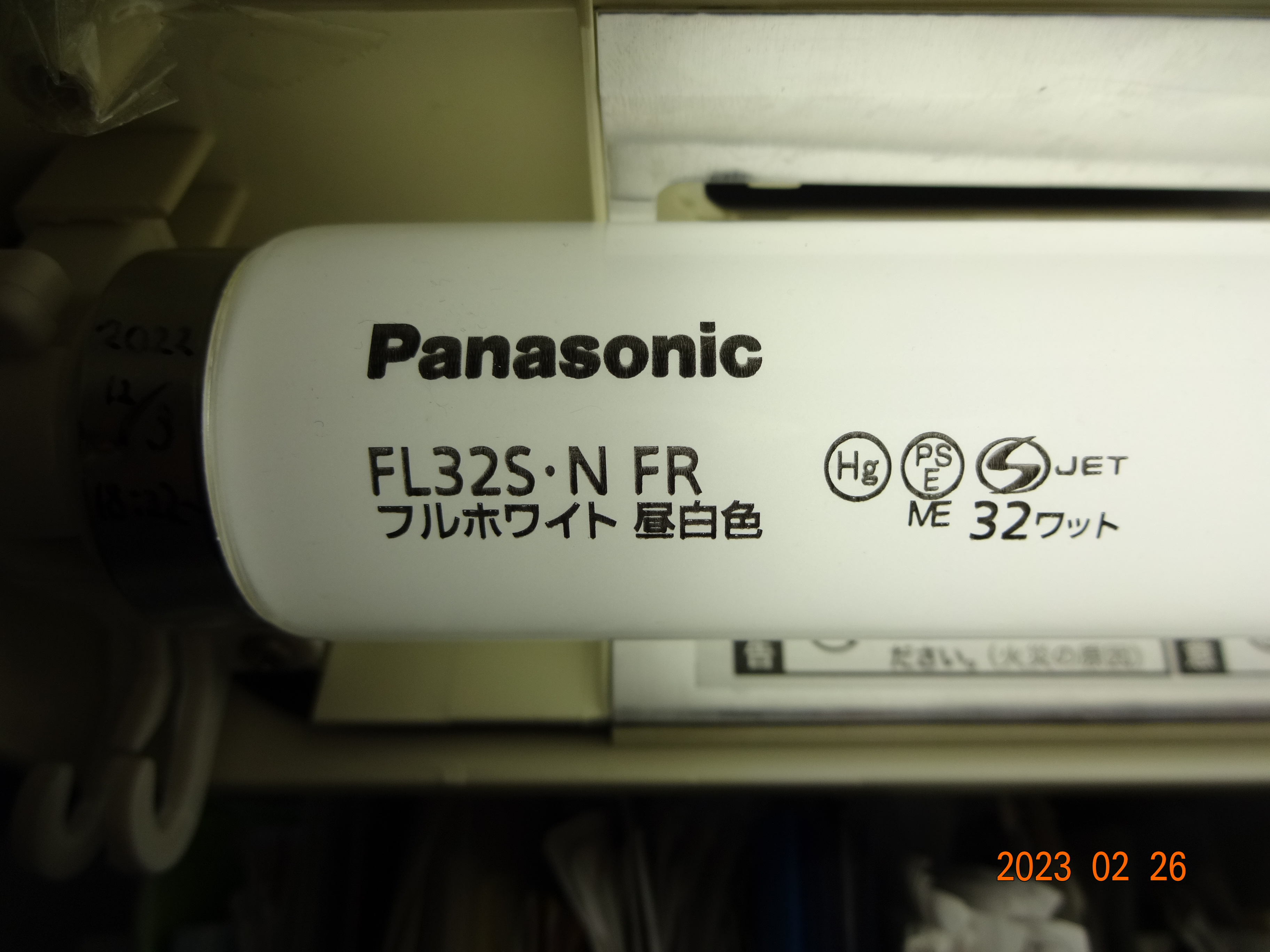
Panasonic フルホワイト

- Panasonic フルホワイト     フルホワイト(昼白色)
- ハイライト(白色・昼光色)
- ツイン(電球色・ナチュラル色・クール色)

スリムタイプのガラス管をブリッジ技術で結合させることでコンパクト化したブリッジ形状の蛍光灯。2本ブリッジの「ツイン1」、4本束状ブリッジの「ツイン2」、4本平面ブリッジの「ツイン2パラレル」、6本束状ブリッジの「ツイン3」の4タイプがあり、「ツイン1」と「ツイン3」には一般型と高周波点灯専用型（Hfツイン）があり、Hfツインには「プレミアコーティング」を施した長寿命タイプの「Hfツイン1プレミア」もある。口金が特殊形状のため専用器具が必要である。

## 備考
従来、管球はパナソニック ライティング社、照明器具そのものはパナソニック電工がそれぞれ取り扱っていた。なお、パナソニックグループの蛍光灯を含む管球では同一製品でもライティング社（電産品番）と電工（電工品番）では型番が異なる製品が多い。例えば、電産品番でFHF32EX-N-Hである直管の32W型Hf蛍光灯昼白色は電工品番ではFL0328348となる。
2012年1月1日にパナソニックがパナソニック電工を吸収合併したことに伴うグループの大幅再編に伴い、ライティング社は旧・パナソニック電工の中枢機能を引き継いだエコソリューションズ社に統合。これにより、管球・照明器具は2012年1月からエコソリューションズ社（現・ライフソリューションズ社）の取り扱いとなった。
なおパナソニックは蛍光灯&白熱電球器具の生産・販売を2019年までに完全終了し「LED器具のみの生産・販売へ完全移行」したため、「Panasonic」ブランドの蛍光ランプ・ミニ白熱電球・点灯管は「交換用途に絞って」生産・販売を継続しているが、これら従来ランプと点灯管も「2027年9月限りでの生産終了」が決まり、今後はLEDへ完全移行する。従来型光源を用いる照明器具の補修用性能部品供給も既に終了しており、これら器具が故障した場合は最新LED照明器具へ買い換えとなる（製造・設置から10年以上経過した器具の場合、外観に異常が無くても内部の劣化が進行している場合があり、そのまま使い続けると火災・漏電などの事故が起きるおそれがあるので、ランプ交換ではなく「最新LED器具への買い換え」を推奨。パルック蛍光ランプのパッケージには「照明器具にも寿命があります。お使いの器具の使用年数を確認の上で本ランプをご使用下さい」と注意書きを表記）。

## 他社の蛍光灯ブランド
- メロウZ（東芝ライテック。姉妹品「メロウホワイト」シリーズは2024年12月限りで販売終了）
- ネオボールZ（東芝ライテック製電球型蛍光灯。2015年3月限りで生産終了し、以降はLED電球のみの生産へ完全移行）
- きらりUV（日立グローバルライフソリューションズ。2019年12月限りで販売終了し、以降はLED照明器具&電球のみの生産へ完全移行。上記の通り、「Panasonic」ブランドでも日立製のものが存在した）
- ホタルック（ホタルクス。NECブランドでの販売。ただし、「Panasonic」ブランドでもホタルクスに生産を委託したものが存在する）
- ルピカ（三菱電機照明。2020年3月限りで販売終了し、以降はLED照明器具&電球のみの生産へ完全移行）